# Saori Yagi
Saori Yagi (八木小緒里, Yagi Saori), née dans l'arrondissement Asahi-ku d'Osaka le 20 novembre 1969, est une actrice japonaise, ex-chanteuse des années 1980. Elle débute en 1986 en tant qu'idole japonaise, sortant une dizaine de disques jusqu'en 1988, et tourne depuis dans de nombreux drama et quelques films.

## Discographie

### Singles
- 1986.10.21 : Hitomi de kataomoi (瞳で片想い?)
- 1987.01.21 : Kuchibiru no Butai (くちづけの舞台?)
- 1987.06.15 : Okureta Love Song (遅れたLove Song?)
- 1988.04.05 : Heart Beat Kikasete (Heart Beat きかせて?)
- 1988.07.21 : Kung Fu Boy
- 1988.07.05 : Sayonara

### Albums
- 1987.03.21 : Purity (ピュアリティ?)
- 1987.11.21 : Moon & Love
- 1988.11.21 : MERLIN